# Kolonia Boćki
Kolonia Boćki (do 31.12.2006 Przy Ostaszach) – kolonia w Polsce położona w województwie podlaskim, w powiecie bielskim, w gminie Boćki.
W latach 1975–1998 miejscowość administracyjnie należała do województwa białostockiego.